# Karameller, kola och choklad
Karameller, kola och choklad var en vandringsutställning som genomfördes av den statliga myndigheten Riksutställningar mellan 1975 och 1978 innan den förstördes i en fraktolycka. Temat var godis förr och nu med fokus på svenska förhållanden.

## Bakgrund
Karameller, kola och choklad var ursprungligen en utställning på Nordiska museet som senare övertogs av Riksutställningar. I originalutställningen ingick ett antal föremål ur Nordiska museets samlingar och till vandringsutställningen beställdes ett urval av föremålen av Riksutställningar. Det rörde sig om bland annat konfektformar, begravnings- och dopkarameller plus ett antal olika förpackningar.

## Tema
Temat var en historisk tillbakablick på användandet av sötsakerna karameller, kola och choklad – från det som kallas skådebröd till sega råttor – presenterat i ett sammanhang och med illustrerande föremål som till exempel godsförpackningar. Syftet med utställningen var att sätta in svenska folkets godisätande i ett kulturhistoriskt perspektiv, vilket framgår av utställningskatalogen men även av boken Karameller som producerades av Nordiska museet i samband med den ursprungliga utställningen.

## Produktion
Utställningen presenterades i form av fjorton tygklädda skärmar med aluminiumramar, 90 gånger 190 cm stora. På skärmarna monterades foton och texter på temat. I anslutning till skärmarna fanns en monter som hade utformats som ett skyltfönster som visade föremål med historik godisanknytning, bland annat konfektformar från 1600-talet och 1700-talet och andra sorters förpackningar. Entréskärmen bestod av en stor polkagrisklubba.
Affisch fanns gratis i högst 30 exemplar för intresserade, 50 gånger 70 centimeter stor. Katalogen bestod av en vikt folder i form tre gånger A5. På sista sidan fanns en figur som åt på en rödvitrandig klubba bredvid uppmaningen: ”Glöm inte att borsta tänderna efteråt!”
För att kunna frakta utställningen till visningsorterna packades den i två lådor, 52 gånger 110 gånger 198 centimeter stora – plus montern, 56 gånger 92 gånger 93 centimeter. Totalvikten på Karameller, Kola och Choklad uppgavs till 350 kilogram och volymen var 2,8 kubikcentimeter.

## Turné
Karameller, kola och choklad erbjöds till bland annat museer och bibliotek. Följande orter ska enligt turnéplanen ha tagit emot utställningen:

### 1975
- Karlstad 29/11–14/12

### 1976
- Linköping 19/12–11/1
- Göteborg 15/1–31/1
- Varberg 6/2–14/3
- Helsingborg 19/3–4/4
- Landskrona 7/4–2/5
- Hässleholm 5/5–24/5
- Perstorp 26/5–14/6
- Staffanstorp 17/6–5/7
- Översyn hos Riksutställningar 6/7–1/8
- Gävle 27/8–13/9
- Sandviken 17/9–4/10
- Söderhamn 8/10–25/10
- Sundsvall 29/10–15/11
- Strömsund 19/11–5/12

### 1977
- Östersund 10/12–23/1
- Lycksele 28/1–13/2
- Luleå, Norrbottens museum 18/2–12/4
- Malmberget, folkbiblioteket 15/4–1/5
- Vilhelmina, folkbiblioteket 6/5–5/6
- Timrå, kommunbiblioteket 10/6–26/6
- Riksutställningar 27/6–15/7
- Linköping, Folkets park 22/7–31/7
- Huskvarna, Folkets park 3/8–7/8
- Örebro, Folkets park 10/8–16/8
- Sundsvall, Folkets park 20/8–28/8
- Uppsala, stadsbiblioteket 5/9–3/10
- Västerås, länsbiblioteket 7/10–7/11
- Huddinge, kulturförvaltningen 11/11–4/12

### 1978
- Bålsta, Fridegårdsskolan 9/12–2/1
- Lidingö, stadsbiblioteket 9/1–29/1
- Huddinge kommun, fritidsgårdsförvaltningen 1/2–22/2
- Norrköping, stadsbiblioteket 3/3–2/4

## Avslutning
Turnén fick ett abrupt slut utanför Täby galopp 4 oktober 1978, när en personbil girade in tvärt framför den lastbil som fraktade utställningen mellan Hallstavik och Stockholm. När lastbilschauffören väjde för att undvika en kollision hamnade ekipaget utanför vägen och välte, vilket fick till följd att utställningen som helhet totalförstördes. Ett läckage av kaustiksoda som vid tillfället fraktades tillsammans med utställningen bidrog till skadorna. Föraren av personbilen lämnade platsen utan att ge sig till känna.
Gotlands Fornsal i Visby hade ändrat datum för utställningen från planerade 7–23 april 1978 till 6–29 oktober samma år. Det var dit utställningen var på väg när olyckan inträffade och Gotland gick därmed miste om utställningen

## Ekonomi
Enligt budgetförslaget, 1975-02-11, beräknades totalkostnaden för Karameller, kola och choklad till 6 500 kronor i dåvarande penningvärde.
Hyran för utställningen, som betalades av mottagaren/den lokala arrangören, uppgick från 200 till 250 kronor per påbörjad fyraveckorsperiod, alternativt mellan 100 och 150 kronor per påbörjad tvåveckorsperiod. Tillkom gjorde fraktkostnaden för att forsla utställningen till nästa visningsort.
Det totala försäkringsvärdet för utställningen var 30 000 kronor, vilket också var den summa som begärdes av försäkringsbolaget Trygg-Hansa när utställningen blev förstörd 1978.